# Penley
Penley är en by i Wrexham i Wales. Byn är belägen 165,1 km 
från Cardiff. Orten har 780 invånare (2016).